# Roland Kiadó
A Roland Kiadó 2011 óta foglalkozik könyvkiadással. Kiadványaik megtalálhatóak a Libri, a Bookline, az Alexandra és a Líra üzleteiben, valamint több független könyvesboltban és a hipermarketekben is. Könyveik nagy része elérhető e-könyv formátumban is, ezeket az eKönyv Magyarország forgalmazza.

## A kiadó profilja
Fő profilja a gyerekkönyvek, azon belül is mesekönyvek, leporellók, foglalkoztatók és készségfejlesztők, gyerekverses és mondókás könyvek, nyelvtanulást segítő kétnyelvű kiadványok, valamint ismeretterjesztő gyerekkönyvek kiadása. Mottójuk: "Szárnyalj velünk a képzelet varázslatos birodalmába!" 
Vannak felnőtteknek szóló kiadványaik is: szakácskönyvek, életmód könyvek, naplókönyvek és felnőtt színezők. 
A kiadó fontosnak tartja, hogy lehetőséget adjon magyar tehetségeknek, nem zárkózik el a kezdő, de színvonalas magyar meseíróknak és magyar illusztrátoroknak a felkutatásától, és számukra megjelenési lehetőséget biztosít.

## Gyermekeknek szóló kiadványai
Egyik legnépszerűbb mesekönyvsorozatuk a Magyar Mesék sorozat, amely a páratlanul gazdag magyar népmesevilágból merít. E sorozaton belül megjelent kötetei: A legszebb magyar népmesék, A legszebb mesék Mátyás királyról, A legszebb magyar mesék, A legszebb magyar tündérmesék, A legszebb magyar állatmesék, A legszebb magyar királylányos és királyfis mesék, A legszebb magyar boszorkányos és sárkányos mesék.
A sorozat kötetei a hagyományőrző illusztrációinak köszönhetően nemcsak az anyanyelvi neveléshez, hanem a népi hagyományaink bemutatásához is hozzájárulnak. Új célkitűzésük, hogy már a legkisebbek is megismerhessék a magyar népmesék gyöngyszemeit, így 2018-tól már leporelló formában is elérhetőek a legnépszerűbb magyar népmesék: A kis gömböc, A kőleves.
A Nagy könyvem sorozatukban az óvodás és kisiskolás korosztálynak próbálnak segíteni, hogy mesék által megszabaduljanak a hisztitől (Nagy hisztikönyvem), könnyebben beilleszkedjenek az óvodába (Nagy óvodáskönyvem) és az iskolába (Nagy iskoláskönyvem), választ kapjanak a "miértkorszak" kérdéseire (Nagy miértkönyvem), megtanulják felismerni és kifejezni az érzelmeiket (Nagy érzelemkönyvem), megismerjék a pozitív gondolkodásban rejlő erőt (Nagy pozitívkönyvem), megtanulják észrevenni az élet apró szépségeit, és találják meg minden napban az örömteli pillanatokat, (Nagy örömkönyvem), megtanulják, hogy miért van szükség célok kitűzésére, és kialakítsák magukban a belső hajtóerőt (Nagy motiválókönyvem).
Az Olvastad már? sorozatukkal a klasszikus gyerekirodalomból merítenek, és célkitűzésük alapján nem rövidített, hanem teljes verzióban jelentetik meg ezeket a műveket, egy új, mai nyelvezetű fordításban. A sorozaton belül eddig hat rész jelent meg: Óz, a nagy varázsló, Heidi, Pinokkió kalandjai, A kis herceg, Bambi, Varázslatos vakáció.
Ismeretterjesztő gyerekkiadványaik között két sorozat nagyon népszerű: Az én kisenciklopédiám és a 60 kérdés és válasz. Ez utóbbinak a Tudtad? Érdekességek Magyarországról című kötete egyedülálló módon mutatja be hazánkat az érdekességei és a páratlan adottságai által, így nemcsak a gyerekek, hanem a felnőttek számára is tartalmaz új információkat.
Segítség! sorozatukkal nyitottak a kiskamaszok felé, hogy segítsék őket a felnőtté válás fontos, ugyanakkor nehéz időszakában: Segítsééég! Mi történik velem?, Segítsééég! Hogyan éljem túl?

## Felnőtteknek szóló kiadványai
Naplókönyveiben belső utazásra invitálja az olvasókat, hogy jobban megismerjék önmagukat, meglássák minden napban a lehetőséget és a szépséget, és megörökítsék mindezt. Eddig megjelent naplókönyvei:
Egy év az életemből, Az én hálanaplóm, Az én boldogságnaplóm, Az én naplóm, Az én szeretetnaplóm, Te és Én - Egy közös év az életünkből.
Felnőtteknek készített színezőivel az olvasó ki tudja színezni magából a fáradtságot, a stresszt, meg tudja tölteni színekkel a szürke hétköznapokat. Eddig megjelent felnőtt színezői: Színes gondolatok, Színezd ki az évszakokat, Színezd ki az emlékeid.
2013 óta Ericona sorozatnév alatt életmód/ezoterikus könyvek megjelentetésével is foglalkoznak. E sorozaton belül megjelent kiadványai: 365 módszer az életenergia növeléséhez, A mániákus anyuka tanácsai, Angyalkód, babavárás másképp, Megoldás fáradtság ellen, Reiki kezdőknek, Ujjlenyomat sorselemzés, Kundalini – A bennünk rejlő belső energia felébresztése.
2014-ben nyitottak a szakácskönyvek felé, a Sütemények és desszertek nagykönyve bejutott az Aranykönyv-szavazás TOP 10-be a külföldi gasztronómia kategóriában. További szakácskönyveik: Az én szakácskönyvem, Sütibirodalom.